# 히바로족

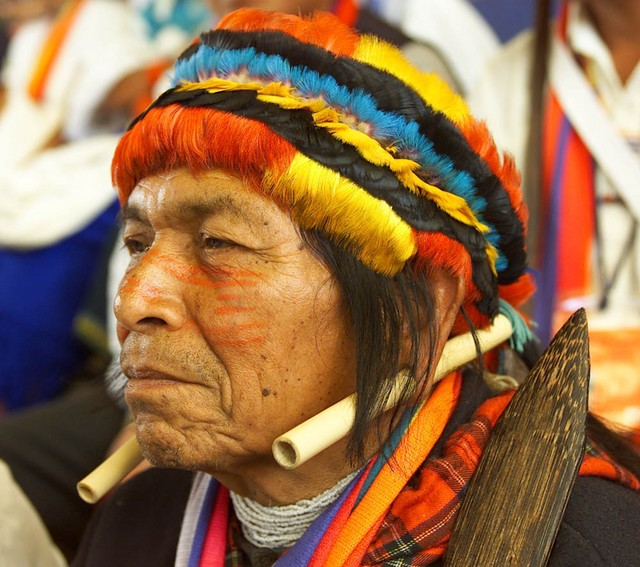
아추아르족의 한 샤먼

히바로족(Jivaro)은 마라뇬강 상류나 그 지류 유역(오늘날 페루 북부와 에콰도르 동부)에 사는 여러 원주민 집단이 이루는 민족 계통이다. 종종 히바로족의 한 분파인 슈아르족(Shuar)만을 가리켜 "히바로"라고 하기도 한다. 이들은 히바로어족(치참어족)에 속하는 언어들을 사용한다.
이들의 전통 생활은 원예농업과 병행하여 쿠라레 독을 바른 화살을 넣은 바람총으로 사냥을 하는 것으로 이루어진다. 두 활동은 이들의 복잡한 영적 믿음과도 깊게 연관된다. 히바로 문화의 또다른 특징은 머리사냥과 아야와스카 약물을 쓴 의식 문화이다.
16세기에 이들의 존재는 잉카 제국이 아마존 분지로 확장하는 것을 막았고, 유럽에서 온 스페인인 정복자들의 정착지를 파괴하기도 했다.

## 민족

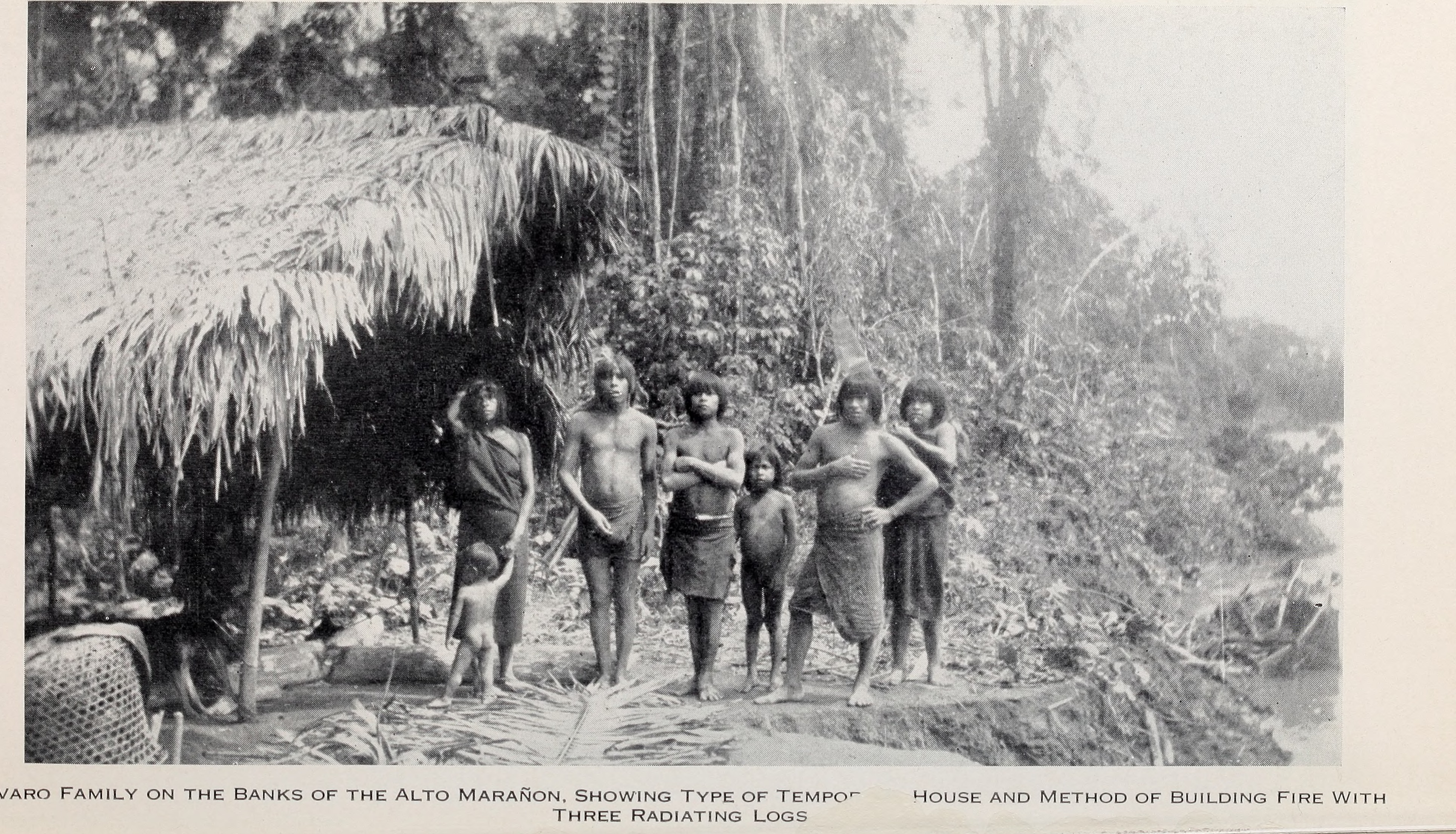
1901년의 한 히바로 가족

히바로족에 속하는 주요 민족으로 다음과 같은 집단이 있다.
- 슈아르족(Shuar)
- 아추아르족(Achuar)
- 왐비사족(Huambisa)
- 아과루나족(Aguaruna)

일부 출처는 Antipas, Mayna 등의 정의가 모호한 집단을 보고한다. 또한 케추아어 사용 집단과 인접한 코리엔테스강의 Shiwiar는 치참어족 언어뿐 아니라 다른 언어를 사용하는 인구를 포함하는 분류이다.

### 사회구조
히바로족의 명확한 민족 분류에는 여러 이유로 혼동이 있다. 첫째 이유는 명명법인데, 이들이 자신들을 단순히 '사람'을 의미하는 슈아르(shuar)로 말하거나 거주하는 강의 이름을 말한 탓에 과거 자료가 이들을 너무 포괄적인 명칭으로 묶거나 반대로 강 이름에 따라 작은 부족 단위까지 기록하였기 때문이다.
두번째 이유는 이들의 사회 구조과 관련이 있다. 본래 히바로족의 전통적 사회구조의 기본 단위는 일부다처제 모계 조직으로 묶인 가족이나 몇 가족의 무리 수준에 불과했기 때문이다. 이들이 명확하게 구분된 정치적, 민족적 집단을 형성한 것은 유럽인 식민화와 20세기 기독교 선교 이후의 일이었다. 1938년 인류학자 매슈 스털링(Matthew Stirling)은 다음과 같이 묘사했다.
22,000 제곱마일(57,000 제곱킬로미터)에 달하는 이 광대한 영토에 흩어져 있는 히바로족은 겉모습도 비슷하고, 언어도 하나이며, 관습, 신앙, 물질 문화도 서로 밀접하게 연관되어 있다. 하지만 이것으로 이들의 단결은 끝난다. 이 수많은 소규모 독립 집단들이 다양한 지류의 상류에 살며 서로 끊임없는 전쟁 상태에 있다. ...정치적으로 통일된 집단으로서 인식이 희박한 가족 집단들이 널리 퍼져 산다. 이 집단들은 지속적으로 위치를 옮기고, 분리되거나, 통합되거나, 멸절되고 있다.

## 신앙

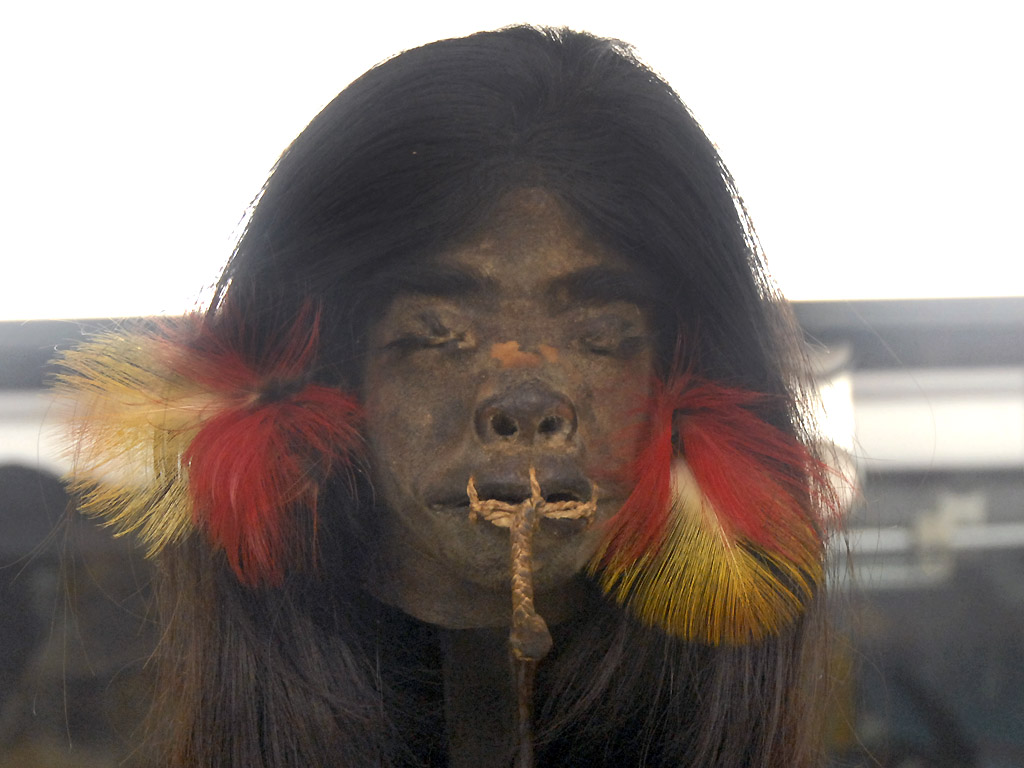
아마존 상류의 쪼그라든 머리

히바로족은 다신교를 따르며 신격 중에는 샤머니즘의 신 쭝기(Tsungi)나 대지모신 눙귀(Nungüi) 따위가 있다. 샤먼은 아야와스카를 사용한 의식으로 마법을 부리거나 치유를 행한다고 여겨진다.
히바로의 전통적 세계관은 생물과 무생물이 모두 눈에 보이지 않는 영혼, 곧 아루탐(arutam)을 가지고 있다는 생각에 기반한다. 또한 이들은 이러한 힘, 곧 카라람(karáram)을 안에 담거나 활용할 수 있다고 믿는다. 인류학자 마이클 하너(Michael Harner)가 서술한 바에 의하면 이들은 사람이 아루탐을 가지고 태어나지 않으므로 새로운 영혼을 '획득'하여야 한다고 믿는다. 따라서 사춘기가 지난 히바로 남성은 적을 죽여 새 아루탐을 얻고 힘을 축적하기 위해 몇 년마다 공격 원정에 참여한다.
또한 이들은 아루탐을 가진 사람이 살해당하면 원한을 품은 영혼 무이삭(Muisak)이 생겨난다고 믿었고, 이를 억제하기 위해 적의 수급에서 두개골을 제거하고 작게 축소시킨 짠짜(tsantsa), 소위  "쪼그라든 머리"(shrunken head)를 만들어 보관했다. 이 쪼그라든 머리들은 20세기까지 현지에서 악명높은 골동품으로 판매되기도 했다.

## 같이 보기
- 마라뇬강
- 잉카 제국